# Трусов, Иван Фёдорович
Иван Фёдорович Трусов (1911—1970) — советский офицер-пехотинец, участник Великой Отечественной войны, Герой Советского Союза (27.05.1945). Майор.

## Биография
Иван Трусов родился 13 сентября 1911 года в деревне Павловка Тамбовской губернии. После окончания учительских курсов работал сначала учителем, затем бухгалтером на Рассказовской суконной фабрике. В 1933—1935 и в 1939—1940 годах проходил службу в Рабоче-крестьянской Красной Армии. 
В июне 1941 года Трусов в третий раз был призван в армию и направлен на фронт Великой Отечественной войны. В боях был два раза ранен. Ускоренным курсом окончил Бердичевское пехотное училище.
К июлю 1944 года майор Иван Трусов командовал стрелковым батальоном 240-го стрелкового полка 117-й стрелковой дивизии 69-й армии 1-го Белорусского фронта. Отличился во время освобождения Польши. 27 июля 1944 года батальон Трусова переправился через Вислу в районе города Казимежа и захватил плацдарм на её берегу, после чего отражал немецкие контратаки до переправы основных сил. В ночь с 29 на 30 июля 1944 года батальон ворвался в село Войшин (Wojszyn) и принял активное участие в его освобождении, уничтожив 10 пулемётов и более 200 солдат и офицеров противника, захватив 10 артиллерийских орудий, 2 склада, 11 пулемётов, 4 миномёта.
Указом Президиума Верховного Совета СССР от 27 февраля 1945 года за «мужество и героизм, проявленные на фронте борьбы с немецкими захватчиками», майор Иван Трусов был удостоен высокого звания Героя Советского Союза с вручением ордена Ленина и медали «Золотая Звезда» за номером 7457.
В ходе последующих боёв под Познанью Трусов вновь был тяжёло ранен и лишился правой руки. В 1947 году он был уволен в запас. 
Проживал и работал сначала в Рассказово, затем в Воронеже. Умер 6 августа 1970 года, похоронен на Коминтерновском кладбище Воронежа.

## Награды
- Герой Советского Союза (27.02.1945)
- Орден Ленина (27.02.1945)
- Два ордена Красного Знамени (23.08.1943, 1.08.1944)
- Орден Александра Невского (14.09.1944)
- Орден Отечественной войны 1-й степени (20.10.1943)
- Орден Красной Звезды (17.01.1944)
- Медали[2]

## Память
- В честь Трусова названа Богословская средняя общеобразовательная школа (2000).
- Имя Героя увековечено на отдельной гранитной плите военно-мемориального комплекса «Памяти воинов-Победителей» В 2011 году в селе Платоновка Тамбовской области.